# Ejanina
Ejanina (em arbëreshë Purçilli) é uma frazione do comune de Frascineto, província de Cosenza, Itália.